# Myiarchus semirufus
Caça-moscas-ruivo ou maria-cavaleira-ruiva (Myiarchus semirufus) é uma espécie de ave da família Tyrannidae.
É endémica do Peru.
Os seus habitats naturais são: florestas subtropicais ou tropicais húmidas de baixa altitude e matagal árido tropical ou subtropical.